# Xanthi (unità periferica)
Xanthi (in greco Περιφερειακή ενότητα Ξάνθης?) è una delle sei unità periferiche della Macedonia Orientale e Tracia, una delle tredici periferie (in greco περιφέρειες?, perifereies - regione amministrativa) della Grecia. Il capoluogo è la città di Xanthi.
La catena dei monti Rodopi segna il confine a settentrione con la Bulgaria, mentre il Mar Egeo la bagna a meridione. L'unità periferica di Xanthi confina anche con le altre unità periferiche di Kavala e Drama ad occidente e con quella dei Rodopi ad oriente.
È famosa per il tabacco che si cominciò a coltivare nel corso del XIX secolo, portando un rigoglioso benessere ancora attestato dalle vecchie case del capoluogo.

## Geografia fisica

### Clima
Il clima, mediterraneo nella zona meridionale, assume caratteri continentali procedendo verso settentrione con inverni freddi ed estati calde.

## Prefettura
Xanthi era una prefettura della Grecia, abolita a partire dal 1º gennaio 2011 a seguito dell'entrata in vigore della riforma amministrativa detta piano Kallikratis
La riforma amministrativa ha anche modificato la struttura dei comuni che ora si presenta come nella seguente tabella:
| Nuovo comune | Vecchio comune | Sede    |
| ------------ | -------------- | ------- |
| Avdira       | Avdira         | Genisea |
| Avdira       | Vistonida      | Genisea |
| Avdira       | Selero         | Genisea |
| Myki         | Myki           | Sminthi |
| Myki         | Thermes        | Sminthi |
| Myki         | Kotyli         | Sminthi |
| Myki         | Satres         | Sminthi |
| Topeiros     | Topeiros       | Evlalo  |
| Xanthi       | Xanthi         | Xanthi  |
| Xanthi       | Stavroupoli    | Xanthi  |

## Precedente suddivisione amministrativa
Dal 1997, con l'attuazione della riforma Kapodistrias, la prefettura di Xanthi era suddivisa in sei comuni e quattro comunità
| comuni      | codice YPES¹ | capoluogo (se diverso) | codice postale | prefisso tel.   |
| ----------- | ------------ | ---------------------- | -------------- | --------------- |
| Avdira      | 3901         |                        | 670 61         | 25410-5         |
| Myki        | 3905         |                        | 671 00         | da 25410-2 a -7 |
| Stavroupoli | 3909         |                        | 670 52         | 25420-2         |
| Topeiros    | 3910         | Evlalo                 | 672 00         | 25410-4         |
| Vistonida   | 3902         | Genisea                | 670 64         | 25410-8         |
| Xanthi      | 3906         |                        | 671 00         | da 25410-2 a -7 |
| comunità    | codice YPES¹ | capoluogo (se diverso) | codice postale | prefisso tel.   |
| Kotyli      | 3904         |                        | 673 00         | 25540-2         |
| Satres      | 3907         |                        | 673 00         | 25540-2         |
| Selero      | 3908         |                        | 671 00         | 25410-2         |
| Thermes     | 3903         |                        | 673 00         | 25540-2         |

- ¹ "Cod. YPES" è il codice che il ministero degli Interni greco assegna ad ogni entità amministrativa.